# Molauer Land

Gebietskarte Molauer Land mit den bis zum 31. Dezember 2009 bestehenden Gemeinden

Molauer Land ist eine Gemeinde im Burgenlandkreis in Sachsen-Anhalt.

## Gründung
Im Zuge der Gemeindegebietsreform in Sachsen-Anhalt wurde beschlossen, dass Kommunen einer Verbandsgemeinde mindestens 1000 Einwohner haben müssen. Daher mussten Gemeinden, die weniger Einwohner aufwiesen, bis 2010 in neuen und größeren Kommunen aufgehen. Demzufolge schlossen sich die Gemeinden Abtlöbnitz (mit Mollschütz), Casekirchen (mit Köckenitzsch und Seidewitz), Leislau (mit Crauschwitz und Kleingestewitz) und Molau (mit Aue und Sieglitz) am 1. Januar 2010 zur neuen Gemeinde Molauer Land zusammen. Die Gemeinde Molauer Land gehört als Mitgliedsgemeinde der ebenfalls ab diesem Tag neu entstandenen Verbandsgemeinde Wethautal an, die ihren Verwaltungssitz in Osterfeld hat.

## Gliederung
Als Ortsteile sind ausgewiesen:
- Abtlöbnitz
- Aue
- Casekirchen
- Crauschwitz
- Kleingestewitz
- Köckenitzsch
- Leislau
- Molau
- Mollschütz
- Seidewitz
- Sieglitz

## Politik

### Gemeinderat
Der Gemeinderat setzt sich aus 12 Ratsmitgliedern sowie dem ehrenamtlichen Bürgermeister der Gemeinde zusammen. Die Wahl für dieses Vertretungsorgan fand, zusammen mit der Bundestagswahl und den Wahlen zum Verbandsgemeinderat für die neu entstandene VBG Wethautal, am 27. September 2009, statt. Das Wahlgebiet untergliederte sich in fünf Wahlbereiche: Bisherige Gemeinde Abtlöbnitz, bisherige Gemeinde Casekirchen, bisherige Gemeinde Leislau, Molau mit Aue sowie Sieglitz.

### Bürgermeister
Der ehrenamtliche Bürgermeister Bodo Zier wurde am 17. September 2023 für die Dauer von sieben Jahren gewählt. Er folgte auf Rolf Werner.